# Anne-Sophie Mutter
Anne-Sophie Mutter (Rheinfelden, 29. lipnja 1963.), njemačka violinistica, jedna od najznačajnijih violinistica s prijelaza iz 20. u 21. stoljeće. U ranoj mladosti surađivala je s Herbertom von Karajanom, a tijekom karijere brojni skladtelji napisali su djela isključivo za njezino izvođenje. Četverostruka je dobitnica Nagrade Grammy.

## Životopis
Rođena je 1963. u gradiću Rheinfeldenu, smještenom 15 kilometara istočno od Basela. S pet godina počela je svirati glasovir, ali ubrzo nakon toga preacuje se na violinu, obrazujući se kod prof. Ene Honigberger. Nakon njezine smrti, nastavlja učenje u klasi prof. Aide Stucki na konzervatoriju u Winterthuru.
U dobi od 13 godina, Herbert von Karajan poziva ju na nastup s Berlinskim filharmoničarima na Luzernskom festivalu 1976. godine. Tom prilikom svirala je Mozartov Violinski koncert br. 4 u D-duru. Sljedeće godine nastupila je na Salzburškom festivalu s Engelskim komornim orkestrom pod vodstvom Daniela Barenboima. S 15 godina, snimila je Mozartov Violinski koncert br. 5 s Karajanom i Berlinskim filharmoničarima.
Godine 1980. nastupila je s Njujorškom flharmonijom na svom prvom nastupu u SAD-u, kojim je ravnao dirigent Zubin Mehta. U dobi od 22 godine postaje počasnom članicom londonske Kraljevske glazbene akademije. Tijekom 1988. održala je turneju po Kanadi i SAD-u, na kojoj je prvi put nastupila i u čuvenom Carnegie Hallu. S američkim pijanistom Lambertom Orkisom, snimila je 1998. CD i DVD svih Beethovenovih sonata za violinu, čiji su dijelovi bili prikazivani putem radija i televizije u mnogim zemljama.

## Nagrade
- Glazbena nagrada Léonie Sonning (2002.)
- Glazbena nagrada Herbert von Karajan (2003.) - prva dobitnica od uspostavljanja nagrade
- Brahmsova nagrada (2011.)

## Vanjske poveznice
- Službene stranice pri www.anne-sophie-mutter.de